# 巨人堤道
巨人堤道，又译为巨人之路，位于北爱尔兰贝尔法斯特西北约80公里处大西洋海岸。由总计约4万根六角形石柱组成8公里的海岸。石柱连绵有序，呈阶梯状延伸入海。
巨人堤道被认为是古新世時火山喷发后熔岩冷却凝固而形成的。
巨人堤道及堤道海岸（Giant's Causeway and Causeway Coast）1986年被列为世界自然遗产。

## 歷史

### 地質學成因推测
白垩纪末期，北大西洋开始与欧亚大陆分离，地壳运动剧烈，火山喷发频繁。约五千万年前，在今天苏格兰西部内赫布里底群岛一线至北爱尔兰东部火山非常活跃，一股股玄武岩岩熔流从裂隙的地壳中涌出，随着灼热的熔岩冷却收缩，结晶的时候，开始爆裂呈规则的六边形形态。
巨人堤道海岸包括低潮区、峭壁以及通向峭壁顶端的道路和一块平地。峭壁平均高度100米。火山熔岩在不同时期分五六次溢出，因此形成峭壁的多层次结构。大量玄武岩柱排列，形成石柱林，气势壮观。组成巨人堤道的典型石柱宽约0.45m，延续6,000m长。有的石柱高出海面6m以上，最高者达12m左右，还有大量淹没于水下或与海面持平的石柱。

## 傳說故事
巨人堤道又被称为巨人堤或巨人岬，名称起源于爱尔兰民间传说。有不同的版本。
- 一种版本称巨人堤道由爱尔兰巨人芬·麦库尔（英语：Fionn mac Cumhaill）建造，他将岩柱一个个移到海底，这样就能使他走到苏格兰去和对手芬·盖尔交战。当麦库尔完工时，他决定休息一会儿，与此同时，他的对手芬·盖尔穿越爱尔兰来估量他的对手。当他看到麦库尔巨大的身躯后吓坏了。尤其是在麦库尔的妻子告诉他，这其实是巨人的孩子后，盖尔开始感到恐惧，并匆忙撤回苏格兰，并毁坏了堤道，所剩的残余就是今天的巨人堤道。
- 另外一种说法是爱尔兰国王军的指挥官芬·麦库尔力大无穷，一次在同苏格兰巨人的打斗中，随手拾起一块石块，掷向逃跑的对手，石块落在海里，就形成了今天的巨人岛。后来他爱上了住在内赫布里底群岛的巨人姑娘，为了接她道此地来，就建造了这条堤道。

## 其他類似結構
苏格兰内赫布里底群岛的斯塔法岛、冰岛南部、中国江苏省南京市六合区的柱子山、福建省漳州市漳浦縣的南碇島、香港西貢內海地區等，亦有大型的流紋岩六角柱群。美國加利福尼亚州魔鬼柱公園（Devils Postpile National Monument）也有此六角型石柱。台灣的澎湖群島大多也是火山噴發所形成，各個大小島嶼也都遍佈此種地形景觀，許多著名的景點如西嶼大菓葉玄武岩柱、西嶼池西玄武岩瀑布、望安島天台山、望安島東籠、虎井嶼、桶盤嶼、東吉嶼、西吉嶼等地也都有非常壯闊的玄武岩柱群。

## 在作品中登場
- 《Houses of The Holy》 齐柏林飞船乐团第五张專輯的封面
- 电影《地獄怪客2：金甲軍團》（Hellboy 2: The Golden Army）